# 캡 캘러웨이
캡 캘러웨이(Cab Calloway, 1907년 12월 25일 ~ 1994년 11월 18일)는 미국의 재즈 가수이자 밴드리더였다. 그는 그가 정규 공연자였던 뉴욕 시 할렘의 코튼 클럽과 강하게 연관되어 있었다.
캘러웨이는 활기 찬 스캣의 대가였으며 1930년대 초부터 1940년대 후반까지 미국의 가장 인기 있는 빅 밴드 중 하나를 이끌었다. 캘러웨이는 1994년 86세의 나이로 죽을 때까지 공연을 계속했다.